# Daniele Baiesi
Daniele Baiesi (* 17. September 1975 in Bologna) ist ein italienischer Basketballfunktionär.

## Leben
Baiesi durchlief eine kaufmännische Ausbildung, studierte in Bologna Politik und arbeitete als Journalist für das Basketballfachorgan telebasket.com sowie die Zeitungen Il Domani und Tuttosport und anschließend im Bereich Öffentlichkeitsarbeit für die Euroleague, ehe er 2003 zum italienischen Erstligisten Pallacanestro Biella wechselte. Dort war er zunächst in der Presseabteilung, anschließend von 2005 bis 2007 als Manager und Spielerbeobachter sowie von 2007 bis 2009 als Manager und Sportdirektor tätig.
Ab 2009 war er bei der NBA-Mannschaft Detroit Pistons für die Talentsichtung im weltweiten Bereich zuständig, am Jahresende 2014 unterschrieb er beim deutschen Bundesligisten Brose Baskets Bamberg einen Dreijahresvertrag als Sportdirektor. In seiner bis 2017 andauernden Amtszeit in Bamberg gewann die Mannschaft 2015, 2016 und 2017 die deutsche Meisterschaft sowie 2017 den deutschen Pokalwettbewerb. Im Juli 2017 wechselte Baiesi als Sportdirektor zum FC Bayern München. In München, wo insbesondere die Spielerakquise, die tägliche Führung der Bundesligamannschaft sowie die Stärkung der Strukturen im Nachwuchs- und Trainerbereich zu seinen Aufgaben zählen, gewann der FCB unter Baiesi 2018, 2019 und 2024 den Meistertitel sowie 2018, 2023 und 2024 zusätzlich den Pokal. Im Sommer 2024 beendete er seine Arbeit in München, um nach Italien zurückzukehren.
Im Juni 2025 gab Olimpia Mailand Baiesis Verpflichtung als Sportdirektor bekannt.